# Aulacoserica nyansana
Aulacoserica nyansana är en skalbaggsart som beskrevs av Brenske 1902. Aulacoserica nyansana ingår i släktet Aulacoserica och familjen Melolonthidae. Inga underarter finns listade.